# Nubiothis
Nubiothis là một chi bướm đêm thuộc họ Noctuidae.